# Colin Archer
För räddningsfartyget, se RS Colin Archer

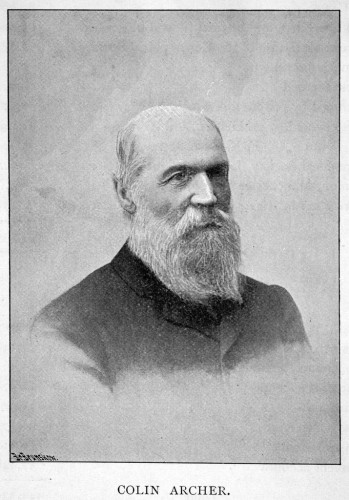
Colin Archer vid 61 års ålder.

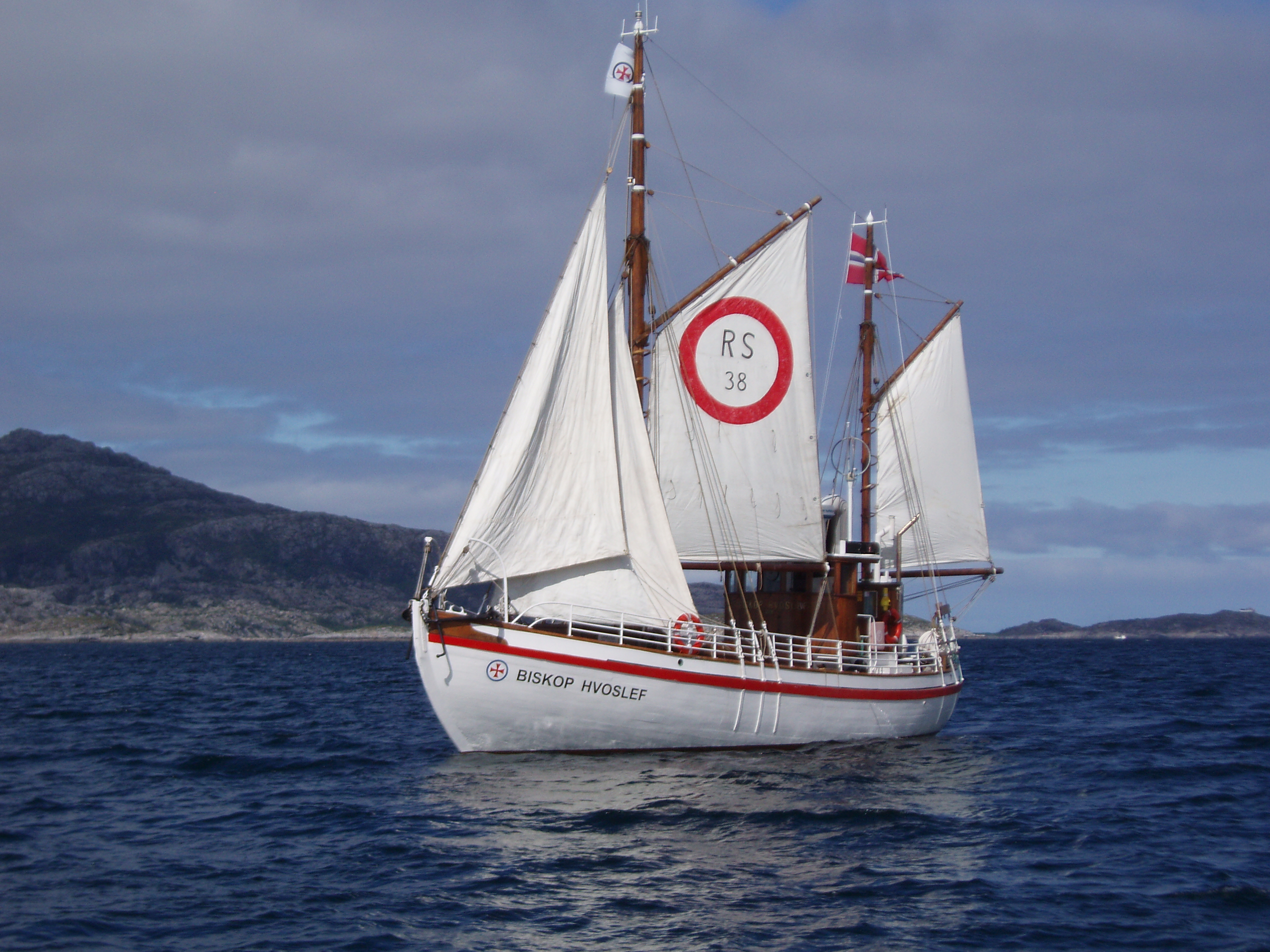
Veteranbåten Biskop Hvoslef, byggd 1932 vid Colin Archers varv, i tjänst till 1965.

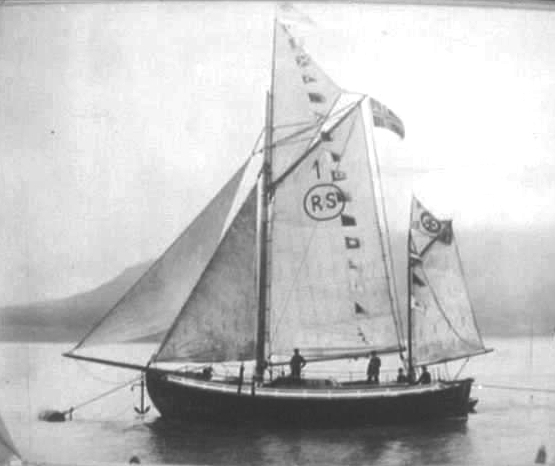
Räddningsskutan Colin Archer, byggd 1893, i tjänst till 1933.

Colin Archer, född 22 juli 1832 i Larvik, död den 8 februari 1921, var en norsk båtkonstruktör och båtbyggare, som bland annat konstruerade polarskeppet Fram samt flera kända seglande sjöräddningsbåtar, lotsbåtar och segelyachter.

## Biografi
Colin Archer föddes i Norge efter att hans skotska föräldrar emigrerat till Larvik 1825 på grund av depressionen som följde efter Napoleonkrigen. Colin var den näst yngsta i en syskonskara på tretton, varav nio var pojkar. Vid 10 års ålder började han skolan och visade begåvning i matematik. 1849 slutade han skolan och blev anställd på ett skeppsvarv där han under en tid arbetade som snickare. På kvällarna gick han på navigationskurser. Efter detta, då han var 17 år gammal, reste han till Australien för att arbeta som fårfarmare tillsammans med sina äldre bröder, som tidigare rest till Australien. Han reste först till Panama och Kalifornien och sedan vidare till Hawaii innan han fortsatte till Australien, dit han kom fram 1850. I Australien slog han sig ner i Queensland, där hans äldre bröder, med utgångspunkt från Brisbane, stadigt tagit sig allt längre norrut. Vid Fitzroy River, där staden Rockhampton, ligger idag, tog sig bröderna land och byggde den stora farmen Gracemere 1855. År 1861 återvände han hem till Larvik på grund av sin faders sviktande hälsa. Då var han ekonomiskt trygg och han ville nu göra karriär som konstruktör för mindre båtar och läste in kunskapen han saknade. Efter dessa år följer en mängd ritningar på båtar och fartyg. Han gifte sig 1868 med Karen Sophie Wiborg (1838-1908) dotter till skeppsredaren Simon Wiborg, och fick två döttrar och tre söner. Han dog den 8 februari 1921, 89 år gammal.

## Lotsbåtar
Omkring 1860 var lotsbåtarna i Norge främst halvdäckade allmogebåtar av de typer som användes i trakten. Lotsningen gick ut på att hjälpa större fartyg att navigera in i hamn genom att få över en lots (vägvisare) på fartyget och sedan ta betalt för tjänsten. Det gällde att vara den första som fick sin lots ombord. Dessa båtar gjorde ofta lotsarnas liv till ett kallt och slitsamt liv. På vintern fanns också risken att båtarna blev nedisade och förlorade sin stabilitet och detta gjorde att många drunknade eller frös ihjäl. 
Colin Archer började då designa en båt som både var snabbare, sjövärdigare och bekvämare. Den nya designen gillades först inte av lotsarna utan han fick själv bygga den första lotsbåten för att visa upp dess fördelar för att sedan sälja båten med förlust. Men inom några år och efter lite ändringar i designen så att båtarna blev mer lika de båtar lotsarna var vana vid, vann hans båtar ett gott rykte för sin sjöduglighet och beställningar strömmade in. 
Hans design var gaffelriggad och byggdes i flera olika storlekar från 33 till 39 fot. Utseendemässigt var förebilden en allmogebåttyp från Hvaler, kallad hvalerbåt eller hvalerskøyta men med flera introducerade förbättringar, bland annat kravellbyggd och med järnköl. 

## Segelyachter
I och med att nöjessegling växte fram ökade även krav på båtar för detta ändamål och Colin Archer designade även en del båtar för kappsegling.
Vissa av hans båtar har blivit kändisar, bland annat Asgard, som 1914 smugglade vapen till Irland, vapen som senare användes av en grupp irländska upprorsmän under Påskupproret. 
År 2013 sjönk Wyvern under The Tall Ships' Races, mellan Öland och Gotland. Båten bärgades under en livesändning och blev restaurerad och seglar igen.

## Räddningsbåtar
En av Colin Archers mest kända prestationer är hans räddningsbåtar. 
Allt började med att läkaren Oscar Tybring var ute och gick i stormigt väder vid havet, då han såg en båt förolyckas av vädret. I sin förtvivlan att inte kunna göra något startade han en förening kallad Norsk Selskap til Skibbrudnes Redning  (idag Redningsselskapet). Där han bjöd in intressenter till ett föredrag, bland annat Colin Archer. Där kom de fram till att en sjöräddningsbåt skulle konstrueras för att kunna bistå fiskeflottan i nöd. En konstruktionstävling utnämndes och ett förslag röstades fram. Vinnarens båt var inte helt tillfredsställande, så man bad Colin Archer konstruera en båt grundad på hans sjövärdiga lotsbåtar.
År 1893 sjösattes den första båten och den fick namn efter sin konstruktör. Räddningsbåten Colin Archer (RS 1) blev känd 1894 då skutan räddade 36 människor från att förolyckas vid Hamningberg, längst ut på Varangerhalvön. Efter detta följde beställningar på fler räddningsbåtar som blev stationerade runt den norska kusten. Vissa båtar gick även till Ryssland.

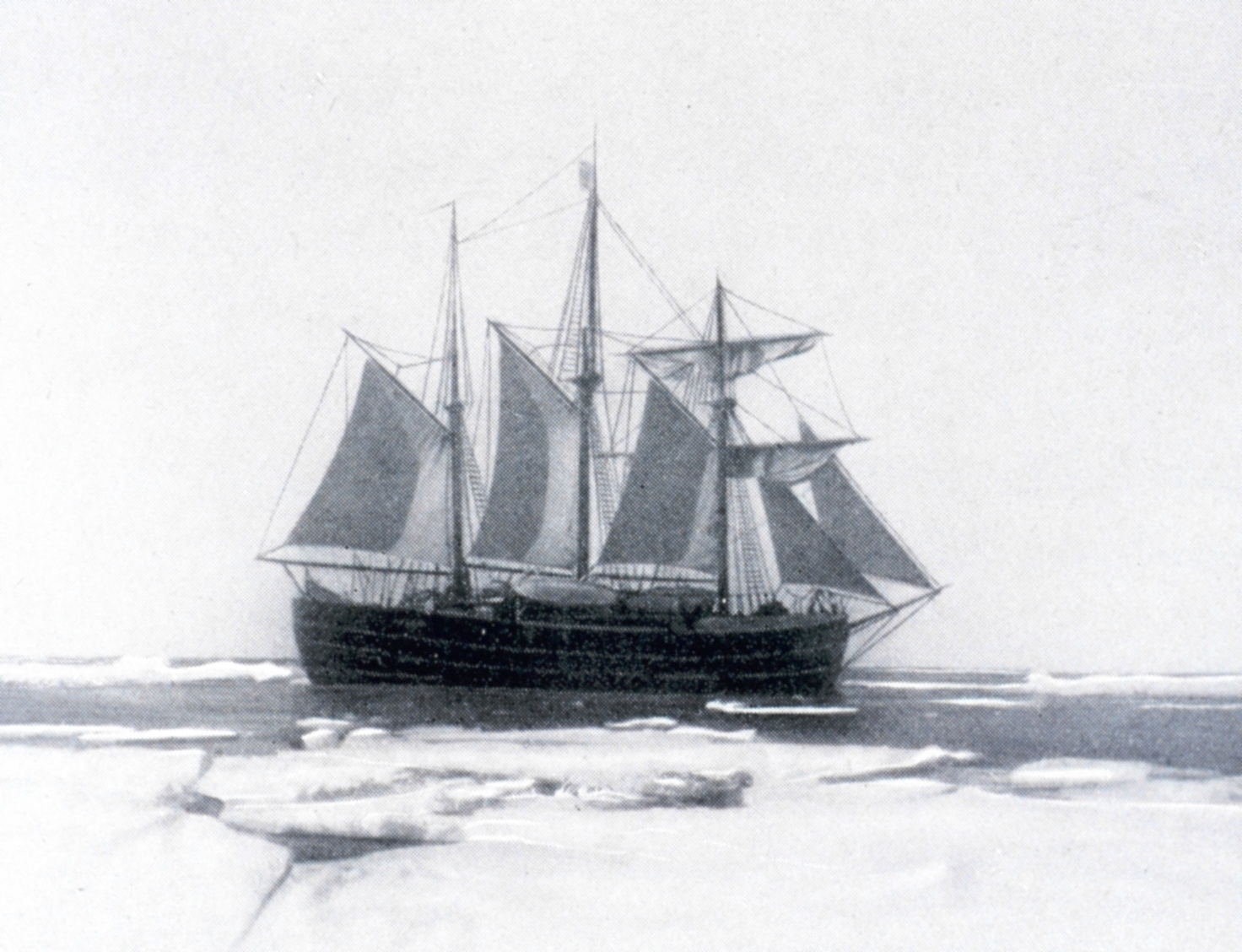
Polarskeppet Fram.

## Eftermäle
Än byggs det båtar enligt Colin Archers ritningar. Många är tolkade av nya arkitekter och designade efter dagens krav på nöjesbåtar. till exempel bermudasrigg, fenköl, styrhytt. Kända serietillverkade båtar är till exempel segelbåtsmodellen Westsail 32 vars design har sitt ursprung i Colin Archers räddningsbåtar och från slutet av 1920-talet och senare med inspiration från dessa för nöjessegling anpassade modeller av bland annat William Atkin (exempel på Atkins båtar är Dragon, Eric (1928), Ingrid). 
John G. Hanna inspirerades också av Colin Archer när han ritade sin Tahiti-ketch.
Båtarna har även byggts i ferrocement där krav på vikt inte spelar så stor roll.